# Calle B
La Calle B, o conocida en inglés como B Street es una calle de sentido oeste y este que recorre el centro de San Diego, en California.

## Trazado
La Calle B inicia desde la intersección con la 32ª Calle en South Park, ahí pasa por muchas intersecciones, ya que atraviesa todo el centro de San Diego. La Calle B continúa al oeste pasando por la Autovía San Diego, la 12.ª Avenida, entre otras avenidas importantes, al llegar por la 5ª Avenida, la calle pasa por el edificio de Wells Fargo, Bank of America, ahí la calle es cortada por el Ayuntamiento de San Diego, y continúa en el extremo trasero del edificio en la 1ª Avenida, ahí la calle continúa pasando por el Teatro Balboa hasta terminar en Kettner Boulevard.

## Zonas que atraviesa
La Calle B por ser una de las calles que atraviesa el Centro de San Diego, pasa por numerosas zonas de restaurantes, tiendas en los principales barrios de la ciudad como Core, Columbia, Golden Hill y South Park en el extremo este.